# Garzón vive
Garzón Vive es una telenovela colombiana producida por RCN Televisión. Creado por Juan Carlos Pérez, escrito por Patricia Rodríguez, Felipe Forero y Elkim Ospina está basada en la vida del periodista colombiano Jaime Garzón.
Esta protagonizada por Santiago Alarcón, interpretando al icónico personaje junto a Zharick León, Cecilia Navia y Carmenza González, así como Sebastián Gutiérrez, interpretando la etapa juvenil de Garzón. Se estrenó el 15 de enero de 2018.

## Sinopsis
En 2018, el Canal RCN le rinde homenaje a uno de los periodistas y humoristas más recordados en el país: Jaime Garzón, quien, con su particular forma de hacer periodismo crítico y humor político, marcó una época en la historia de Colombia.
Una idea original de Fernando Gaitán, vicepresidente de producción y contenidos de RCN Televisión, quien siguió de cerca la realización y construcción de cada uno de los momentos y personajes de la serie, la cual fue escrita por Juan Carlos Pérez (‘La Pola’), después de una investigación que se extendió durante dos años, realizando más de 100 entrevistas con los amigos y familiares más cercanos a Jaime Garzón, quienes narraron con detalles los momentos más importantes de la vida del bogotano, desde su infancia, hasta el día de su muerte. La dirección está a cargo de Sergio Cabrera (‘La Pola’ y ‘Dr. Mata’) y Javier Aristizábal. El encargado de darle vida a ‘Garzón’ será el polifacético actor Santiago Alarcón (‘El Man es Germán’, ‘Anónima’, ‘Hasta que la plata nos separe’ y ‘Las Vega’s’), quien preparó su interpretación durante meses, con el fin de lograr un personaje muy cercano a lo que fue en vida Jaime Garzón.
“Jaime es un personaje histórico, que con su forma de ser acercó a los colombianos a una realidad que vivía el país en su momento. Con su trabajo se ganó el respeto y la admiración de unos y las críticas de otros. El trabajo que se verá al aire es el resultado de muchas horas de estudio, en donde escuchaba las grabaciones, las imitaciones y muchas cosas de su vida. Representarlo es un gran compromiso, porque, a pesar de que él tenía un toque de humor en sus personajes, era un gran estudioso y crítico político. ‘Garzón’ es un homenaje a ese hombre, que representa la esperanza, y la esperanza nunca muere”, dijo el actor Santiago Alarcón, quien añadió que en ‘Garzón’ los televidentes no solo podrán revivir a muchos de los personajes que interpretaba Jaime, sino que también conocerán el origen de cada uno de ellos.
Sergio Cabrera, director de esta superproducción, resaltó la importancia de recordar a un hombre inteligente e influyente en la sociedad. “Las nuevas generaciones deben conocer quién fue Jaime Garzón. Sus personajes, como Heriberto de la Calle, Dioselina, Godofredo Cínico Caspa, Néstor Elí, entre otros, han sobrevivido a los años. Por eso es importante recordar y conocer su historia”.
En ‘Garzón’, los televidentes podrán conocer la vida del periodista, politólogo, sociólogo, pedagogo y abogado desde su infancia, pasando por la adolescencia, la época universitaria, su incursión en la política y los medios de comunicación.
Al elenco de ‘Garzón’ se unieron actores de gran trayectoria en la televisión colombiana como: Cecilia Navia, Carmenza González, Humberto Dorado, Ernesto Benjumea, Katherine Vélez, Luis Fernando Múnera, Patricia Grisales, Jacques Toukhmanian, Zharick León, Juan Carlos Vargas, Carlos Hurtado, Diana Belmonte, entre otros.
Esta serie, de 80 capítulos de una hora cada uno, fue grabada en gran parte en escenarios exteriores y lugares frecuentados por Garzón, como la Universidad Nacional, el restaurante ‘El Patio’, entre otros.
Además, el equipo de producción logró recrear momentos del secuestro de Garzón y de cuando hizo las veces de intermediario para lograr la liberación de un grupo de secuestrados.
“Fue un trabajo de transformación de locaciones muy importante a las afueras de Bogotá, en el que reconstruimos esa etapa del secuestro y todo lo que se desarrolló en zonas de difícil acceso. Los campamentos y todo lo que los rodeaba fue ambientado y reconstruido, dando un toque muy real a los espacios donde se grabaron las escenas”, explica Madeleine Contreras, productora general.

## Reparto

### Reparto principal
- Santiago Alarcón como Jaime Garzón †
  - Sebastián Gutiérrez como Jaime Garzón (Adolescente)
  - Darío Cifuentes como Jaime Garzón (Niño)
- Zharick León como Yolanda Meneses
- Cecilia Navia como Soledad Cifuentes Másmela
- Carmenza González como Graciela Forero de Garzón
- Diana Belmonte como Cravis
- Carolina Cuervo como Lucy
- Jacques Toukhmanian como Mariano Garzón

### Reparto Secundarios (Orden alfabético)
- Alberto León Jaramillo
- Alden Rojas[4]
- Alejandro Buenaventura como Pablo Marín
- Álvaro García como Germán
- Álvaro Rodríguez como Felipe Osorio Álvaro Gómez Hurtado †
- Andrés Torres como Victor Julio
- Ángela Gómez como Alejandra Muñoz Hernández
- Annie Benjumea como Milena Patiño Meneses
- Bruno Díaz como Yamid Amat
- Carlos Felipe Sánchez como Mariano Garzón (Joven)
- Carlos Barbosa Romero como Omar
- Carlos Hurtado como Tobías Garzón †
- Carlos Camacho como Santiago Villegas Andrés Pastrana
- Carlos Andrés Ramírez como Tulio
- Catalina Londoño comoLinda
- Cristina Campuzano como Victoria Robledo
- Constanza Gutiérrez
- Diana Wiswell como Marisol Garzón (Adulta)
- Diego Vélez como Profesor Octavio
- Diego León Hoyos como Francisco Ortiz Revolledo
- Edmundo Troya como Daniel Lucena Ernesto Samper Pizano
- Ernesto Benjumea como Mayor (R) Ramón Cifuentes
- Roberto Fernandez-Rizo como Jacobo Arenas
- Flora Martínez
- Geovanni Guzmán como Leonardo Leo Garzón
- Géraldine Zivic como María José Santamaría de Saénz
- Germán Escallón como Padre Cuervo
- Hugo Alberto Medina @hamsactor como Alirio
- Humberto Dorado como Padre Luzardo
- Hernán Zajar como Él mismo
- Isabela Córdoba como Juanita Acosta
- Isabella Londoño como Viviana
- Isabella Sierra como Marisol Garzón (Niña)
- Jacques Touckmanian como Mariano Garzón (Adulto)
- Jairo Ordóñez como Antonio Navarro Wolf
- Joe Broderick como Michael Frechtes †
- Jorge López como Nestor Morales
- Jorge Herrera como Secretario de Sumapaz
- José Manuel Ospina como Alex Sampedro
- Jota Mario Valencia como Él mismo†
- Juan Ángel como Alvaro Cardona Álvaro Uribe Vélez
- Juan Carlos Arango como Profesor José Antequera †
- Juan Carlos Vargas como Ovidio Patiño
- Juliana Sierra como Marisol Garzón (Adolescente)
- Julio Escallón como Mauricio Barrero "El Negro"
- Katherine Velez como Gabriela Másmela de Cifuentes †
- Kepa Amuchastegui como Padre Lerma
- Laura Perico como Tatiana Sáenz Santamaría
- Laura Rodríguez como Paola "Matsy"
- Luis Fernando Bohórquez como Ernesto Morales
- Luis Fernando Hoyos como Alberto Toro presidente y dueño de Producciones Cinevisión
- Luis Fernando Múnera
- Manuel Busquets como Dino Moretti
- Mabel Moreno como Angela del Valle
- Manuel Navarro como Esteban Santamaría
- María José Vargas como Natasha Fonseca
- Mario Ruiz como Alejandro Cortes Cesar Gaviria Trujillo
- Margarita Rosa de Francisco como Claudia de Francisco
- Mario Duarte como Edgar Charria
- Martha Restrepo como Noemí Sanín Posada
- Matías Maldonado como Bernardo Ortega Hoyos
- Mauricio Mejía como Carlos Castaño †
- Mauricio Iragorri como Gerente
- Melissa Bermúdez como Elvia Lucía Dávila
- Natalia Jerez como Maribel Sánchez
- Nicolás Montero como Camilo Caballero
- Nikolás Rincón como Ángel Muñoz
- Orlando Lamboglia como Trujillo
- Paula Castaño como Manuela Toro
- Pedro Roda como Rodrigo Bernal
- Ricardo Gómez como Ignacio Serna
- Ricardo Vélez como Renato Andrade, Propietario Restaurante El Patio
- Ramón Marulanda como Nestor Morales
- Rodolfo Silva como Comandante Gerardo Angarita
- Rodrigo Castro como Jaime Sánchez Cristo
- Santiago Rodríguez como Mauricio Vargas Linares
- Saín Castro como Gabriel García Márquez †
- Sergio Pardo como Ricardo Patiño Meneses
- Valentina Afanador como Natalia Garzón "Prima"
- Víctor Mallarino como Diego
- Victoria Góngora como Silvia Rossi
- Waldo Urrego como Francisco Rueda
- Xilena Aycardi como Virginia

## Controversia
Tan pronto se dio a conocer la realización de la serie, Maria Soledad 'Marisol' Garzón (defensora del legado de su hermano) expresó su rotunda oposición debido a que Jaime ya había sido plasmado en la teleserie Tres Caínes (interpretado por José Manuel Ospina) como alcohólico y drogadicto, además de la mala fama de RCN Televisión por sus inclinaciones derechistas, sector que ha criticado y calumniado a Jaime Garzón. 'Marisol' pese a que en principio ofreció colaborar con la historia, su ayuda fue denegada y no firmó su consentimiento a diferencia de sus hermanos Jorge y Alfredo (decisión de la que se arrepentirían después). Tanto 'Marisol' como Alfredo han denunciado tergiversación de la historia y entablarán demandas contra RCN Televisión por atentar lo que consideran su marca 'Jaime Garzón Forero'. Entre las tergiversaciones denunciadas por ambos hermanos se encuentran:
- Jaime Garzón puesto como un mujeriego irresponsable, machista e irrespetuoso de cualquier autoridad.
- Su padre Félix Maria Garzón como un borracho maltratador y mujeriego. Según Alfredo Garzón su padre dirigía una escuela de tabulación, en la serie lo muestran como un pervertido docente tipeo para señoritas.
- Su madre Daisy Forero como una mujer estricta y maltratadora también. 'Marisol' y Alfredo la describen como mujer tierna con gran amor a Jaime.
- Según Antonio Navarro Wolff fue con él a encontrarse con un integrante del ELN para sentar bases de un diálogo de paz. En la serie esto no ocurre; en la serie Garzón es expulsado del grupo negociador.[10]
- Garzón y Elvia Lucía Dávila audicionando para el programa Zoociedad, cuando realmente fueron seleccionados por Eduardo Arias directamente.

### Premios TVyNovelas
| Año  | Categoría                                      | Nominado(a)                        | Resultado | Ref. |
| ---- | ---------------------------------------------- | ---------------------------------- | --------- | ---- |
| 2018 | Mejor telenovela o serie                       | Mejor telenovela o serie           | Nominada  |      |
| 2018 | Mejor actor protagónico telenovela o serie     | Santiago Alarcón                   | Nominado  |      |
| 2018 | Mejor actor antagónico telenovela o serie      | Nicolás Montero                    | Nominado  |      |
| 2018 | Mejor actriz de reparto de telenovela o serie  | Cecilia Navia                      | Nominada  |      |
| 2018 | Mejor actriz de reparto de telenovela o serie  | María José Vargas                  | Nominada  |      |
| 2018 | Mejor revelación del año de telenovela o serie | Diana Belmonte                     | Nominada  |      |
| 2018 | Mejor director de telenovela o serie           | Sergio Cabrera, Javier Aristizábal | Nominado  |      |
| 2018 | Mejor libretista de telenovela o serie         | Juan Carlos Pérez                  | Nominado  |      |
| 2018 | Mejor tema musical de telenovela o serie       | «Canela»                           | Nominado  |      |

### Premios India Catalina
| Año  | Categoría                                                   | Nominado(a)                                                              | Resultado | Ref. |
| ---- | ----------------------------------------------------------- | ------------------------------------------------------------------------ | --------- | ---- |
| 2019 | Mejor telenovela o serie                                    | Mejor telenovela o serie                                                 | Ganadora  |      |
| 2019 | Mejor actor protagónico de telenovela o serie               | Santiago Alarcón                                                         | Ganador   |      |
| 2019 | Mejor talento favorito del público                          | Santiago Alarcón                                                         | Nominado  |      |
| 2019 | Mejor actriz de reparto de telenovela o serie               | Cecilia Navia                                                            | Ganadora  |      |
| 2019 | Mejor revelación del año de telenovela o serie              | Diana Belmonte                                                           | Ganadora  |      |
| 2019 | Mejor director de telenovela o serie                        | Sergio Cabrera                                                           | Ganador   |      |
| 2019 | Mejor libreto de telenovela o serie (original o adaptación) | Juan Carlos Pérez                                                        | Ganador   |      |
| 2019 | Mejor director de música                                    | Daniel Velasco, Oliver Camargo, José Carlos María, Luis Fernando Beltrán | Nominado  |      |
| 2019 | Mejor director de arte                                      | Sofía Morales Corcho                                                     | Nominada  |      |
| 2019 | Mejor editor                                                | Catalina García                                                          | Ganadora  |      |